# Angels and Agony
Gli Angels and Agony sono una band futurepop olandese. I membri sono: Reinier Kahle (voce), Erik Wierenga (chitarra), DJ Marco van Belle (sintetizzatore, seconda voce) e Fried Bruggink (ingegneria del suono, batteria).

## Storia e origine del nome
Nato nel 1995, il gruppo pubblica due EP (Unity e Darkness) prima dell'album di debutto, Eternity, del 2001, prodotto da Ronan Harris dei VNV Nation. Tra le altre collaborazioni importanti troviamo Axel Ermes dei Girls Under Glass, i Diorama, e i SITD.
Dal 2001, l'etichetta della band è la Out of Line e dal 2004 l'etichetta che li distribuisce negli USA è la Metropolis Records.
Il nome deriva da una storia a fumetti incentrata sulla dualità dell'esperienza della vita umana e scritta da Reiner nel 1995 in contemporanea con la nascita del gruppo.

## Stile e influenze
Agli esordi il suono degli Angels of Agony era molto influenzato da band come VNV Nation, Assemblage 23, e Covenant.
La Metropolis Records definisce così lo stile del gruppo: “Anche se la musica degli Angels and Agony può apparire, ad un primo ascolto, molto oscura e malinconica, in realtà ha suoni molto ballabili e i testi hanno un messaggio positivo.” 

## Discografia
- Unity - EP (1999)
- Darkness – (2001)
- Eternity – (2001, ristampato nel 2007 con un nuovo artwork)
- Forever – EP(2002)
- Salvation – EP (2003)
- Avatar – (2004)
- Unison – (2007)